# Giải bóng đá ngoại hạng Iraq 1981-82
Giải bóng đá ngoại hạng Iraq 1981–82 là mùa giải thứ 8 của giải đấu kể từ khi thành lập năm 1974. Al-Talaba giành chức vô địch thứ hai liên tiếp với thành tích 22 trận, 14 thắng, 6 hòa, 2 thua, ghi 44 bàn, thủng lưới 16 bàn, +28 hiệu số bàn thắng và 34 điểm.

## Bảng xếp hạng
| Vị thứ | Đội bóng      | St | Đ  |
| 1      | Al-Talaba (C) | 22 | 34 |
| 2      | Al-Tayaran    | 22 | 32 |
| 3      | Al-Sinaa      | 22 | 27 |
| 4      | Salahaddin    | 22 | 27 |
| 5      | Al-Zawraa     | 22 | 25 |
| 6      | Al-Shorta     | 22 | 23 |
| 7      | Al-Amana      | 22 | 22 |
| 8      | Al-Jaish      | 22 | 21 |
| 9      | Al-Minaa      | 22 | 17 |
| 10     | Al-Shabab     | 22 | 16 |
| 11     | Al-Tijara     | 22 | 16 |
| 12     | Al-Ittihad    | 22 | 4  |

|  | Xuống hạng Iraq Division 1 |

## Vua phá lưới
| Vị thứ | Cầu thủ       | Bàn thắng | Đội bóng  |
| ------ | ------------- | --------- | --------- |
| 1      | Thamer Yousif | 14        | Al-Zawraa |
| 2      | Hussein Saeed | 11        | Al-Talaba |
| 2      | Ghazi Hashim  | 11        | Al-Amana  |